# Drowned (brazilská hudební skupina, Belo Horizonte)
Drowned (v překladu z angličtiny utonulý) je brazilská thrash/death metalová kapela založená v roce 1994 ve městě Belo Horizonte ve státě Minas Gerais.
V roce 1998 vyšla první demonahrávka Where Dark and Light Divide..., debutové studiové album s názvem Bonegrinder bylo vydáno v roce 2001 pod hlavičkou brazilského vydavatelství Cogumelo Records. K září 2022 má kapela na svém kontě celkem devět řadových alb.

## Diskografie
Dema
- Where Dark and Light Divide... (1998)

Studiová alba
- Bonegrinder (2001)
- Butchery Age (2003)
- By the Grace of Evil (2004)
- Bio-Violence (2006)
- Belligerent Part Two: Death and Greed Are United (2011)
- Belligerent Part One: The Killing State of the Art (2012)
- 7th (2018)[1]
- Background Soundtracks Vol. I (2020) – album coververzí
- Recipe of Hate (2022)

EP
- Back from Hell (2002)
- By the Evil Alive... (2006)
- Confinement by Sickness (The Quarantine Sessions) (2020)
- Doctor Horror Medical Group (2022)

Živá alba
- Butchery Age Live (2008)
- Damned Alive (2020)

Kompilační alba
- Box of Bones (2009) – CD + DVD

Singly
- Rage Before Some Hope (2018)
- Murder, Sex, Hate and More (2018)
- Hail, Captain Genocide! (2021)
- Salute Stupidity (2021)
- The Worst of Us (2022)

Split nahrávky
- Chaos Skinner / Bones Out (1986) – společně s brazilskou kapelou Necroskinner